# Hexapawn

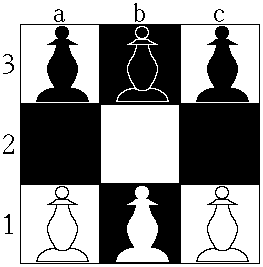
Plansza do hexapawn.

Hexapawn (dosł. sześciopion) – gra planszowa dla dwóch graczy wymyślona przez amerykańskiego popularyzatora nauki Martina Gardnera w marcu 1962 roku. Została stworzona w celu zilustrowania zasad działania maszyny samouczącej się, do czego nadaje się szczególnie dobrze z uwagi na małe drzewo gry.
Gracze dysponują pionami, poruszającymi się jak szachowe; wykonują ruchy na przemian. Wygrywa ten, kto doprowadzi swojego piona na linię startową przeciwnika, zbije wszystkie piony przeciwnika lub da pata. Przy poprawnej grze obu stron pewnością zwycięstwa dysponuje gracz drugi (grający czarnymi). Pozycja początkowa jest ukazana po prawej stronie.